# 2002年美國電影學會獎
在2002年榮獲美國電影學會獎（AFI）年度最佳10部電影和10電視節目。

## 電影
- 《單親插班生》
- 《关于施密特》
- 《兰花窃贼》
- 《衝出逆境（英语：Antwone Fisher (film)）》
- 《芝加哥》
- 《揮灑烈愛》
- 《紐約黑幫》
- 《時時刻刻》
- 《魔戒二部曲：雙城奇謀》
- 《沉靜的美國人》

## 電視
- 《信徒（英语：The Believer (2001 film)）》
- 《千面謎城（英语：Boomtown (2002 TV series)）》
- 《永不放棄（英语：Door to Door (film)）》
- 《大家都愛雷蒙》
- 《集結風暴（英语：The Gathering Storm (2002 film)）》
- 《奇異果女孩》
- 《辛普森家庭》
- 《六呎風雲》
- 《黑道家族》
- 《白宮風雲》